# Typhlodromus psidium
Typhlodromus psidium är en spindeldjursart som beskrevs av Basha, Mahrous och Mostafa 2004. Typhlodromus psidium ingår i släktet Typhlodromus och familjen Phytoseiidae. Inga underarter finns listade i Catalogue of Life.